# Phyllotropis cingulata
Phyllotropis cingulata är en insektsart som beskrevs av Ernst Friedrich Germar. Phyllotropis cingulata ingår i släktet Phyllotropis och familjen hornstritar. Inga underarter finns listade i Catalogue of Life.